# Blue Star
Blue Star – firma fonograficzno-handlowa założona w 1990 roku przez piłkarza pochodzącego z Piastowa – Sławomira Skrętę.

## Historia
Była to pierwsza w Polsce wytwórnia nagrywająca kasety i tłocząca płyty z muzyką disco polo.
W ciągu sześciu lat istnienia firma wydała na rynek około 400 kaset i płyt, sprzedanych w łącznym nakładzie przekraczającym 100 milionów egzemplarzy. Dla firmy Blue Star nagrywały gwiazdy tego gatunku muzyki, m.in. Shazza, Bayer Full, Milano, Akcent, Boys, Fanatic, Atlantis, Mister Dex (wcześniej jako Ex Problem) i Janusz Laskowski.
Od 1992 roku przez 3 lata firma fonograficzna produkowała wspólnie z STD kasety licencyjne. W 1995 roku firmę osłabił wewnętrzny konflikt między udziałowcami, czego efektem stało się powstanie konkurencyjnej wytwórni płytowej Green Star, która przejęła zespoły z rejonu białostockiego, uważanego za główny ośrodek muzyki disco polo. Na rynku pojawiły się firmy Omega Music z Żuromina i STD z Warszawy (powstała po współpracy z Blue Star). Próba zmiany orientacji muzycznej w kierunku polskich wykonawców gatunku eurodance zakończyła się krótkotrwałymi sukcesami, głównie duetu La Strada. W 1998 roku, na skutek gwałtownego spadku sprzedaży nośników i coraz bardziej malejącego zainteresowania tą muzyką, wytwórnia zakończyła działalność. Podjęta przez Sławomira Skrętę próba kontynuacji działalności fonograficznej w ramach nowej wytwórni Polside Music nie przyniosła sukcesów, poza albumem grupy Wawele – Zaczarowany fortepian.
Po zamknięciu wytwórni, Agencja Artystyczna MTJ przejęła prawa do jej katalogu. Na jej bazie powstał oddział katalogowy Blue Mix. Od 10 maja 2013 roku, pod nazwą BlueMixTV, funkcjonuje kanał w serwisie internetowym YouTube, na którym dostępne są utwory wydane w latach 90. XX wieku przez wytwórnię Blue Star.

## Artyści należący do Blue Star
- 3 Star
- 7 Plus
- Afterlife
- Agnieszka Andrzejewska (jako Agnieszka, później wokalistka zespołu Tia Maria)
- Akcent
- Akces
- Ambasador
- Angelo
- Anna Malowaniec (jako Anna M., wcześniej wokalistka zespołu Atlantis)
- Antoni Bamberas
- Antrax
- Aplauz
- Artiem
- Atlantis
- Atlas
- Avanti
- Bahamas
- Bayer Full
- Beat Magic
- BFC
- Big Dance
- Big Dance i Majka
- Bingo
- Blue Day
- Bolero
- Boys
- Boys & Girls
- Cabballero
- Casanova
- Casino
- Centrum
- Chanel
- Chorus
- Colorado
- Corona
- Crazy Boys
- Dance Stars
- Danuta Stankiewicz "Lolita"
- Dejan
- Delilah
- Degres
- Dekadance
- Dekret
- Dexter
- Diament
- Dick Black
- Din Dong
- D.J. Albert (właściwie Albert Wasilewski, wokalista zespołu Atlantis)
- D.J. Pietrek[6] i Drink Team
- D.N.A.
- Duo Night
- Duo Stars
- Effect
- Ex Akcent
- Exotic
- Ex Problem
- Extasy
- Fanatic
- Fandango
- Fantastic Boys
- Feniks
- Forte
- Forum
- Genowefa Pigwa
- Gizmo
- Grzegorz Kowalski
- I&I
- Irys
- Izabela
- Janusz Laskowski
- Józef Banasiak
- Julita
- Karolina
- Kaśka
- Katarzyna Lesing
- Keys
- Kolor
- Krzysztof Bogucki "Kris"[7]
- Lady Dance
- Lambit
- La Strada
- Laura
- Limara
- Lover Dance
- Lover's
- Love System
- Magdalena Durecka i Michał Gielniak
- Marcus
- Market
- Marinero
- Marlena Drozdowska i Marek Kondrat
- Masters[8]
- Maxel
- Maxim
- MC Diva
- MC Kokos
- Medium
- Milano
- Mirage
- Mister Dex
- Mix Age
- Model M.T.
- Mono Brothers
- Mr Donald
- M&M
- Natalia Kukulska
- Nemesis
- No Bayer
- Nonsens
- Omen
- Panorama
- Paradise
- Pasaż
- Plagiat
- Play & Mix
- P.M. Time
- Power Play[9]
- Project '96
- Pryzmat
- Remi Dance
- Remis
- Robert Mościcki
- Romanes
- Roxette
- Rytm
- Sadki
- Sandra i Hubert Kah
- Secret One
- Sekret
- Selavi
- Select
- Shazza
- Shock-Shock
- Skaner
- Stachursky
- Stan Tutaj
- Starmix
- Sylwia
- Tamborino
- Telex
- Tola
- Top Dance
- Top Ten
- Torino
- Tropical
- Unisonic
- Vabank
- Venus[10]
- Wawele
- Zenek Balanga
- Zenon Martyniuk (wydał solowy album)

## Katalog

### Kasety magnetofonowe
- BS 000 – Fanatic Wszystko się zmieniło 1990 (pierwsza kaseta firmy Blue Star)
- BS 001 – Big Dance Oczy niebieskie 1990
- BS 002 – Fanatic Spadaj mała 1991
- BS 003 – Genowefa Pigwa Pigwa Show 1991/2
- BS 004 – Hits For You vol. 1 1990/1
- BS 005 – Hits For You vol. 2 1990/1
- BS 006 – Sylwia Małe Disco 1 1991
- BS 007 – Fanatic Inne życie 1991
- BS 008 – Ex Problem Śpiąca królewna 1991
- BS 009 – Roxette The Best of Roxette 1991
- BS 010 – Sandra & Hubert Kah Sandra & Hubert Kah 1991
- BS 011 – Przeboje Blue Star vol. 1 1991
- BS 012 – Dekret Szaleństwo Amora 1991
- BS 013 – Atlantis Hej dziewczyno 1991
- BS 014 – Dekadance Są jeszcze dziewczyny 1991
- BS 015 – Chorus Jeszcze wczoraj 1991
- BS 016 – Dekadance W ciemną noc 1991
- BS 017 – Przeboje Blue Star vol. 2 1991
- BS 018 – Dekadance W dyskotece 1992
- BS 019 – Ex Problem Szalona małolata 1992
- BS 020 – Małe Disco 2 1992
- BS 021 – Crazy Boys Między nami nic nie było 1992
- BS 022 – Atlantis Uśmiechnij się 1992
- BS 023 – Crazy Boys Mała ooo...! 1992
- BS 024 – Crazy Boys Daleka droga 1992
- BS 025 – Maxim Kochaj tak gorąco 1992
- BS 026 – Fanatic Łatwa dziewczyna 1992
- BS 027 – Ex Problem Lubię sex 1992
- BS 028 – Natalia Kukulska Małe disco[11] 1992
- BS 029 – Romantyczne przeboje vol.1 1992
- BS 030 – brak danych
- BS 031 – brak danych
- BS 032 – Maxim Obce miasto 1992
- BS 033 – Exotic Jesteś sexi jak Alexis 1992
- BS 034 – Chanel Piękne życie 1992
- BS 035 – Big Dance Kobieta w czerni 1992
- BS 035 – Romantyczne przeboje vol.2 1992
- BS 036 – Fanatic Fanatic 4 1/2 1992
- BS 036 – Sekret Kocham Sandrę 1992
- BS 037 – Chodnikowa Gala vol. 1 1992
- BS 038 – Chodnikowa Gala vol. 2 1992
- BS 039 – Marlena Drozdowska i Marek Kondrat Mydełko Fa (Cycolina) 1992 (reedycja)
- BS 040 – Big Dance & Majka – Do mnie mów 1992
- BS 041 – brak danych
- BS 042 – Efekt Blue Star Mix 1992
- BS 043 – Romantyczne przeboje vol. 3 1992
- BS 044 – Tropical Dzień wakacji 1992
- BS 045 – Chodnikowa Gala vol. 3 1992
- BS 046 – Crazy Boys Przecież wiesz 1992
- BS 047 – Ex-Akcent Piękne życie 1992
- BS 048 – Ex Problem Niespodzianka 1992
- BS 049 – Atlantis Zatańcz ze mną 1992
- BS 050 – Venus Erotomania 1992
- BS 051 – Chodnikowa Gala vol. 4
- BS 052 – brak danych
- BS 053 – Exotic Spełnione marzenia 1992
- BS 054 – Fanatic Wakacyjna przygoda 1992
- BS 055 – Sadki Kocham Cię 1992
- BS 056 – Maxim Biała mewa 1992
- BS 057 – Limara Dyskoteka Park 1992
- BS 058 – Romantyczne przeboje vol. 4 1992
- BS 059 – Effect Dla was 1992
- BS 060 – Marinero Nieba skrawek 1992
- BS 061 – Chodnikowa Gala vol. 5 1992
- BS 062 – Tropical Niech ta noc 1992
- BS 062 – Big Dance Daj dolara 1992
- BS 063 – Boys Dziewczyna z marzeń 1992
- BS 063 – Nemesis Proszę, wróć 1992
- BS 064 – brak danych
- BS 065 – Omen Wesele na ludowo 1 1992
- BS 066 – Omen Wesele na ludowo 2 1992
- BS 067 – Omen Wesele na ludowo 3 1992
- BS 068 – Omen Wesele na ludowo 4 1992
- BS 069 – Omen Wesele na ludowo 5 1992
- BS 069 – Chorus Gumowe Palto 1992 (pierwsza wersja okładki)
- BS 070 – Chorus Gumowe Palto 1992 (druga wersja okładki)
- BS 071 – Chodnikowa Gala vol. 6 1992
- BS 071 – BFC Inny świat 1992
- BS 072 – Romantyczne przeboje vol. 5 1992
- BS 072 – Józef Banasiak Polacy bez pracy 1992
- BS 073 – Chodnikowa Gala vol. 7 1992
- BS 074 – Exotic Kolędy chodnikowe 1992
- BS 074 – Fantastic Boys W małej kapliczce 1992
- BS 075 – Chodnikowa Gala vol.8 1992
- BS 075 – Ex-Akcent Piękna niedziela 1992
- BS 076 – Nemesis Za jeden uśmiech 1992
- BS 076 – Okay Najpiękniejsze kolędy polskie 1992
- BS 077 – Chodnikowa Gala vol.9 1992
- BS 077 – Ania Najpiękniejsze kolędy 1992
- BS 078 – Select Nasza ostatnia noc 1992
- BS 078 – Chanel Pij mleko 1992
- BS 079 – Disco Polo Gala 10 1992
- BS 079 – Jerzy Sobeńka Najpiękniejsze kolędy polskie 1992
- BS 080 – Castor Łobuz 1992
- BS 080 – Disco Polo Gala 11 1992
- BS 080 – Ex-Akcent Kolędy chodnikowe 1992
- BS 081 – Józef Banasiak Zawodowy bezrobotny 1992
- BS 082 – Disco Polo Gala 12 1992
- BS 082 – Marinero Noce z tobą 1992
- BS 083 – Bayer Full Blondyneczka 1992
- BS 084 – Centrum Bawmy się 1992
- BS 085 – Boys Usłysz wołanie 1992
- BS 086 – Torino A ja wolę Coca-Colę 1992
- BS 087 – Arkadia Piosenka z Brukseli 1993
- BS 088 – Tropical Nie mów nic 1993
- BS 089 – Torino Sprzedawca Coca-Coli 1993
- BS 090 – Disco Polo Witold Mix 1 1993
- BS 091 – Józef Banasiak Polak za zasiłku 1993
- BS 092 – Fanatic Miłości sens 1993
- BS 093 – Disco Polo Witold Mix 2 1993
- BS 094 – Disco Polo Witold Mix 3 1993
- BS 095 – Józef Banasiak Ballada emerycka 1993
- BS 096 – Milano Jasnowłosa 1993
- BS 097 – Exotic Wierzę w przeznaczenie 1993
- BS 098 – Akcent Dajcie mi gitarę 1993
- BS 099 – Fantastic Boys Wyspa 1993
- BS 100 – Akcent Słuchajcie chłopcy 1993
- BS 101 – Crazy Boys Hej wędrowcze 1993
- BS 102 – Atlantis Noce i dnie 1993
- BS 102 – Disco Polo Witold Mix 4 1993
- BS 103 – Disco Polo Witold Mix 5 1993
- BS 104 – Józef Banasiak Precz z aborcją 1993
- BS 105 – Disco Polo Witold Mix 6 1993
- BS 106 – Duo Night Bez końca 1993
- BS 107 – Maxim Driver 1993
- BS 108 – Józef Banasiak Robotnicza dola 1993
- BS 109 – Disco Polo Witold Mix 7 1993
- BS 110 – Milano Zabawa na 102 1993
- BS 110 – Tornado Nalej do dna 1993
- BS 111 – BFC Tacy jak my 1993
- BS 111 – Ex Problem Sam na sam 1993
- BS 112 – Skaner Stracona miłość 1993
- BS 113 – Disco Polo Witold Mix 8 1993
- BS 114 – Paradise Piękna pani 1993
- BS 115 – Bayer Full Wakacyjna dziewczyna 1993
- BS 116 – No Name Światła sen 1993
- BS 116 – Disco Polo Witold Mix 9 1993
- BS 117 – Tropical W świetle nocy 1993
- BS 117 – Centrum Za te Twoje dzwonki 1993
- BS 118 – Disco Polo Gala 13 1993
- BS 119 – Boys A ja nie chcę czekolady 1993
- BS 120 – Torino Madzia daj buziaka 1993
- BS 121 – Boys Wspólne inicjały 1993
- BS 121 – Limit A ja mknę 1993
- BS 122 – Józef Banasiak Polacy i wybory 1993
- BS 123 – Józef Banasiak Polak potrafi 1993
- BS 124 – Big Dance Disco w koszarach 1993
- BS 124 – Disco Polo Witold Mix 10 1993
- BS 125 – Remi Dance Bądźmy sobą 1993
- BS 126 – Duo Night Szalej z nami 1993
- BS 127 – Mirage Zakurzone drogi 1993
- BS 128 – Toy Boys Wyspa moich marzeń 1993
- BS 128 – Paradise Zagubiony klucz 1993
- BS 129 – Akcent Peron łez 1993
- BS 129 – Top Dance Podnieś nogę do góry 1993
- BS 130 – Chanel Powiedz mi 1993
- BS 130 – Magic Dance Miasto nadziei 1993
- BS 131 – Top Ten Odlot 1993
- BS 131 – Zenek Balanga Erotyczne wizje 1993
- BS 132 – Fantastic Boys Smutna gitara 1993
- BS 132 – Bingo Zamieszkaj u mnie 1993
- BS 133 – Nemesis Gdy się ma 15 lat 1993
- BS 133 – Disco Polo Gala 14 1993
- BS 134 – Maxel Razem, tylko razem 1993
- BS 135 – Disco Polo Gala 15 1993
- BS 136 – Gwiazdy rock and rolla 1993
- BS 136 – Gwiazdkowe życzenia 1993
- BS 137 – Top 10 Disco Polo 1993
- BS 137 – Toy Boys Blue Mix 1993
- BS 138 – The Best Of Disco Polo 12 1993
- BS 139 – Select Cudowne marzenia 1993
- BS 140 – Masters Tak bardzo chcę 1994
- BS 141 – Zenon Martyniuk Wspomnienie 1994
- BS 142 – Star Bitt vol.3 1994
- BS 143 – The Best Of Disco Polo 11 1994
- BS 144 – The Best Of Disco Polo 10 1994
- BS 145 – Star Bitt vol.2 1994
- BS 146 – Star Bitt vol.1 1994
- BS 147 – Wakacje z Disco Polo vol.2 1994
- BS 148 – Wakacje z Disco Polo vol.1 1994
- BS 149 – Masters Smutne noce, smutne dni 1994
- BS 149 – Wakacje z Disco Polo vol.3 1994
- BS 150 – Fanatic Nowy rozdział 1994
- BS 151 – Toy Boys Jelcyn Dance 1994
- BS 152 – The Best Of Disco Polo 8 1994
- BS 153 – Shazza Jambalaya Mix 1994
- BS 154 – The Best Of Disco Polo 9 1994
- BS 155 – Disco Polo Witold Mix 11 1994
- BS 156 – The Best Of Disco Polo 1 1994
- BS 157 – Milano Jesteś mym marzeniem 1994
- BS 158 – D.J. Pietrek i Drink Team Bimbrownicy 1994 (pod błędnym kodem BS 157)
- BS 158 – The Best Of Disco Polo 2 1994
- BS 159 – Top 10 Disco Polo vol.2 1994
- BS 160 – Kometa Jedna na tysiąc 1994
- BS 161 – The Best of Disco Polo 3 1994
- BS 162 – Diament Ciemne oczy 1994
- BS 163 – Romanes Cygański duch 1994
- BS 163 – Casanova Augustowskie noce 1994
- BS 164 – Zenek Balanga Sekretarka 1994
- BS 164 – Duo Night Ekologiczna dziewczyna 1994
- BS 165 – The Best of Disco Polo 4 1994
- BS 166 – The Best of Disco Polo 7 1994
- BS 166 – Top Dance Księżycowa noc 1994
- BS 167 – Top 10 Disco Polo vol.3 1994
- BS 168 – Bayer Full Kolorowe oczy 1994
- BS 169 – Play & Mix Beata z Albatrosa – dawne przeboje techno mix 1994
- BS 170 – Toy Boys Blue Mix 2 1994
- BS 170 – The Best of Disco Polo 5 1994
- BS 171 – Atlantis Nowe pokolenie 1994
- BS 172 – Janusz Laskowski Nigdy nie byłem w Casablance 1994
- BS 173 – Tropical Jesienny wieczór 1994
- BS 173 – The Best of Disco Polo 6 1994
- BS 174 – Next Baw się ze mną 1994
- BS 174 – Bayer Full Krajobrazy 1994
- BS 175 – Kolor Popatrz, lato! 1994
- BS 176 – Akcent Życie to są chwile 1994
- BS 177 – Mister Dex Szmaragdowa przygoda 1994
- BS 178 – Maxel Zły świat 1994
- BS 179 – Torino Coca-Cola na śniadanie 1994
- BS 180 – Disco Polo Mix 1994
- BS 181 – Din Dong Weź moje serce 1994
- BS 182 – Centrum Sexbomba 1994
- BS 183 – Love System Samotna gitara 1994
- BS 184 – Exotic Dzień za dniem 1994
- BS 185 – Mr Donald Ach Monika 1994
- BS 186 – Vabank Małolata 1994
- BS 187 – Pasaż Cukierkowa panna 1994
- BS 188 – Bayer Full Idą święta 1994
- BS 189 – Gwiazdkowe życzenia 1994
- BS 190 – Toy Boys Mam to, co mam 1995
- BS 191 – Remis Romans stulecia 1995
- BS 192 – Telex Wróć, dziewczyno 1995
- BS 193 – Romanse Disco Polo vol.1 1995
- BS 194 – Disco Polo Mix vol. 2 1995
- BS 195 – Milano Mix '95 1995
- BS 196 – Wesołe Nutki Małe Disco 3 1995
- BS 197 – Selavi Stare kalendarze 1995
- BS 198 – Top 12 Disco Polo 1995
- BS 199 – Shazza Baiao Bongo 1995
- BS 199 – Shazza The Best of Shazza 1995
- BS 200 – Atlas Bo ja kocham Cię 1995
- BS 201 – Market Czemu kłamałaś? 1995
- BS 202 – Fanatic Magia słów 1995
- BS 203 – Din Dong W moich snach 1995
- BS 204 – Bahamas Nie wierzcie dziewczyny 1995
- BS 205 – Ballady Disco Polo 2 1995
- BS 206 – Forum Ta dziewczyna 1995
- BS 207 – Romanes Oczy czarne 1995
- BS 208 – Top 12 Disco Polo vol. 2 1995
- BS 209 – Bayer Full Wszyscy Polacy 1995
- BS 210 – Shazza & Toy Boys Carnaval Mix'95 1995
- BS 211 – Model M.T. Z promieniem słońca 1995
- BS 212 – Lover's Wiosenna miłość 1995
- BS 213 – Disco Polo Stars vol.1 1995
- BS 214 – Mister Dex To mój świat 1995
- BS 215 – Keys Czas wspomnień 1995
- BS 216 – Top 12 Disco Polo vol. 3 1995
- BS 217 – Najpiękniejszy prezent dla Matki 1995
- BS 218 – Expert Pragnienie 1995
- BS 219 – Duo Stars Murzynek Bambo 1995
- BS 220 – Dukat Tańcz i śpiewaj 1995
- BS 220 – Lambit Droga do gwiazd 1995
- BS 221 – Play & Mix Tekno biesiada 1995
- BS 222 – Chanel Nie mów nie 1995
- BS 223 – Atlantis Dziewczyno ma – Euro Dance Mix 1995
- BS 224 – Disco Polo Stars vol. 2 1995
- BS 225 – Vabank Dałaś mi wiarę 1995
- BS 226 – Fandango Pozostań w mych snach 1995
- BS 227 – Tamborino Graj gitaro 1995
- BS 228 – Selavi Konwaliowy dzwonek 1995
- BS 229 – Disco Lato vol. 1 1995
- BS 230 – Disco Polo Mix vol.3 1995
- BS 231 – Bayer Full Ciemnowłosa 1995
- BS 232 – Disco Lato vol. 2 1995
- BS 233 – Bahamas Titina 1995
- BS 234 – Aplauz Kochaj mnie 1995
- BS 235 – Zenek Balanga Ale jaja 1995
- BS 236 – Shazza Egipskie noce 1995
- BS 237 – Disco Lato vol. 3 1995
- BS 238 – Ambasador Pierwsza miłość 1995
- BS 239 – Akces Różyczka 1995
- BS 240 – Mister Dex Kopciuszek 1995
- BS 241 – Tropical Smutna Kasia 1995
- BS 242 – Disco Polo Mega Mix 1995
- BS 243 – Disco Polo Stars vol.3 1995
- BS 244 – Pryzmat Wracające wspomnienia 1995
- BS 245 – Din Dong Jasnowłosa Kasia 1995
- BS 246 – Janusz Laskowski Świat nie wierzy łzom 1995
- BS 247 – Mister Dex Gwiazdka 1995
- BS 248 – Din Dong Cicha noc 1995
- BS 249 – Agnieszka Wesołą nowinę 1995
- BS 250 – Love System Kolor chmur 1995
- BS 251 – Duo Stars Biały miś 1996
- BS 252 – Centrum Usta malowane 1996
- BS 253 – Remis Zatańczmy jeszcze raz 1996
- BS 254 – Marcus Wolność moja jedyna 1996
- BS 255 – Top 20 Disco Polo vol.1 1996
- BS 256 – Top 20 Disco Polo vol.2 1996
- BS 257 – Dexter Nasze sny 1996
- BS 258 – Telex Żegnaj 1996
- BS 259 – Casino Te cudowne lata 1996
- BS 260 – Disco Polo Tekno Mix 1996
- BS 261 – Mega Dance vol. 1 1996
- BS 262 – Duo Night Biały Cygan 1996
- BS 263 – Antrax Polskie bazary 1996
- BS 264 – Disco Polo Dance Mix 1996
- BS 265 – D.J. Albert Myśli i słowa 1996
- BS 266 – Ballady Disco Polo 3 1996
- BS 267 – Disco Polo Stars vol.4 1996
- BS 268 – Fanatic Zakochany chłopak – dance mix 1996
- BS 269 – Corona The Star 1996 (kompilacja przebojów tego zespołu)
- BS 270 – Dance Hit Stars vol. 1 1996
- BS 271 – Dance Hit Stars vol. 2 1996
- BS 272 – Mega Dance vol. 2 1996
- BS 273 – Kaśka Ja wiem 1996
- BS 274 – Dance Hit Stars vol.3 1996
- BS 275 – Dance Hit Stars vol.4 1996
- BS 276 – Cabballero The Elements 1996
- BS 277 – Pola Samotny taniec 1996
- BS 278 – Najlepsze z najlepszych'96 1996
- BS 279 – Avanti Kolorowe sny 1996
- BS 280 – Panorama Honorata 1996
- BS 281 – Dance Stars vol. 1 1996
- BS 282 – Top 12 Disco Polo vol.4 1996
- BS 283 – La Strada Tylko ja 1996
- BS 284 – Lady Dance Jestem Twoją lady 1996
- BS 285 – Dance Stars vol. 2 1996
- BS 286 – Polskie Dziewczyny 1996
- BS 287 – Agnieszka Amsterdam 1996
- BS 288 – Dance Stars vol. 3 1996
- BS 289 – Play & Mix Tekno biesiada 2 1996
- BS 290 – Model M.T. Zapomnij... 1996
- BS 291 – Karolina Oddam Ci wszystko 1996
- BS 292 – Disco Polo Stars vol.5 1996
- BS 293 – Dance Stars vol. 4 1996
- BS 294 – Lolita Nieznajome dni 1996
- BS 295 – Keys Dziewczyna z wakacji 1996
- BS 296 – Laura Ożeń się 1996
- BS 297 – Project '96 Klimaty 1996
- BS 298 – La Strada Taka jestem 1996 (maxisingiel)
- BS 299 – Mister Dex Miłość na zawołanie 1996
- BS 300 – Karnawał z Disco Polo 1996
- BS 301 – Selavi Biała suknia 1996
- BS 302 – Przeboje Disco Relax vol.1 1996
- BS 303 – Przeboje Disco Relax vol.2 1996
- BS 304 – Romanes Sosenka 1996
- BS 305 – Irys Białe łabędzie 1996
- BS 306 – Colorado Twoje urodziny 1996
- BS 307 – Przeboje Disco Relax vol.3 1996
- BS 308 – Robert Mościcki Historie z życia wzięte – Zdrowie 1996
- BS 309 – Robert Mościcki Historie z życia wzięte – Szkoła 1996
- BS 310 – Robert Mościcki Historie z życia wzięte vol.3 1996
- BS 311 – Robert Mościcki Historie z życia wzięte vol.4 1996
- BS 312 – Robert Mościcki Historie z życia wzięte – Małżeństwo 1996
- BS 313 – Bahamas Niebieski patrol 1996
- BS 314 – Medium Czas na przygodę 1996
- BS 314 – Superprzeboje Disco Polo vol.2 1996
- BS 315 – Disco Lato'96 vol.1 1996
- BS 316 – Przeboje Disco Relax vol.4 1996
- BS 317 – Disco Hit vol. 1 1996
- BS 318 – Letni Dance vol. 1 1996
- BS 319 – Disco Lato'96 vol.2 1996
- BS 320 – 3 Star Wakacje 1996
- BS 321 – Shock-Shock Gdy radio gra 1996
- BS 322 – Shazza Noc róży 1996
- BS 323 – Izabela Ukryte słowa 1996
- BS 324 – Dance Stars vol. 5 1996
- BS 325 – Top 12 Disco Polo vol.5 1996
- BS 326 – Nowości Dance Stars vol. 1 1996
- BS 327 – Gizmo Czy odnajdę inny świat 1996
- BS 328 – La Strada Słowa to wiatr 1996
- BS 329 – Power Play Jaki Ty naprawdę jesteś 1996
- BS 330 – Ballady Dance Stars 1996
- BS 331 – Love System Letni szał 1996
- BS 332 – Nie żałujcie serca dziewczyny 1996
- BS 333 – No Bayer Ploty, ploteczki 1996
- BS 334 – Fanatic Długie drogi 1997
- BS 335 – Janusz Laskowski Wszystko chłopcy jest O.K. 1997 (pod błędnym kodem BS 355)
- BS 335 – Bolero Senne marzenia 1997
- BS 336 – Anna M. Odchodzisz 1997
- BS 337 – Din Dong Mały świat 1997
- BS 338 – Letni Dance vol. 2 1997
- BS 339 – Słoneczne party vol. 1 1997 (kaseta 1)
- BS 339 – Disco Hit vol.2 1997
- BS 340 – Kaśka Niebo pełne słońca 1997
- BS 341 – Super Przeboje Dance 1997
- BS 342 – Play & Mix i inni – wypijmy więc! 1997
- BS 343 – Na cygańska nutę 1997
- BS 344 – Ballady Disco Polo vol.4 1997
- BS 345 – Angelo Tak pragnę 1997
- BS 346 – Kris Proszę wybacz 1997
- BS 347 – Shazza Złote przeboje 1997 (2 kasety)
- BS 348 – Disco Polo na wesoło vol.1 1997
- BS 349 – Superprzeboje Disco Polo vol.1 1997
- BS 350 – Disco Polo na wesoło vol.2 1997
- BS 351 – Słoneczne Przeboje 1997
- BS 352 – Centrum i Play & Mix Złote przeboje 1997
- BS 353 – Hity ze starej płyty 1997
- BS 354 – Blue Dance Mix 1997
- BS 356 – Disco Hit Wesołych Świąt 1997
- BS 357 – Forte Dzikość serca 1997
- BS 358 – Przeboje Disco Relax vol.5 1997
- BS 359 – La Strada Kraina snów 1997
- BS 360 – Karnawał '97 1997
- BS 361 – Stan Tutaj Tutaj mix '97 1997
- BS 362 – Mix Age Wiruje świat 1997
- BS 363 – Folk Dans 1997
- BS 364 – Bahamas i inni Pluszowy miś 1997
- BS 365 – Mister Dex Mega Mix 1997
- BS 366 – Atlantis Jak lazur nieba 1997
- BS 367 – Extasy Chłopak z Guantanamera 1997
- BS 368 – Przeboje na cały rok 1997
- BS 369 – Słoneczne party vol. 1 1997 (kaseta 2)
- BS 370 – Rytm Lato, lato 1997
- BS 371 – Koncert Wszech Czasów 1997
- BS 372 – Degres Wiwat Mazury 1997
- BS 373 – Stan Tutaj Jestem łysy 1997
- BS 374 – Bahamas Busiowe przeboje 1997
- BS 375 – Słoneczne party vol. 2 1997 (kaseta 1)
- BS 376 – Bayer Full Ogień, woda i namiętność 1997
- BS 377 – Keys Przyśpiewki weselne vol.1 1997
- BS 378 – Tele Relax 1 1997
- BS 379 – Blue Star prezentuje 1997
- BS 380 – Słoneczne party vol. 2 1997 (kaseta 2)
- BS 381 – Tele Relax 2 1997
- BS 382 – Bahamas Kolorowy zawrót głowy 1997
- BS 383 – Starmix Nie mów... 1997
- BS 384 – Tele Relax 3 1997
- BS 385 – Historia Disco Polo vol.1 1997
- BS 386 – Julita Smutne serca 1997
- BS 387 – Historia Disco Polo vol.2 1997
- BS 388 – Mister Dex Jesteś wiatrem 1997
- BS 389 – Antoni Bamberas Głupi chłop 1997
- BS 390 – Keys Przyśpiewki weselne vol.2 1997
- BS 391 – Play & Mix Wojo mix 1997
- BS 392 – Stan Tutaj Wspomnień czar 1997
- BS 393 – Prezenty – Rytm i inni 1997
- BS 394 – Świąteczne prezenty 1997
- BS 395 – Grzegorz Kowalski Tylko Ty 1997
- BS 396 – Ale w koło jest wesoło 1997
- BS 397 – Dla zakochanych 1997
- BS 398 – Stan Tutaj Największe przeboje 1997
- BS 399 – Bayer Full Największe przeboje 1997
- BS 400 – Bahamas i inni Przyjaciele Busia 1997
- BS 401 – Kolekcja przebojów vol.1 1998
- BS 402 – Kolekcja przebojów vol.2 1998
- BS 403 – Kolekcja przebojów vol.3 1998
- BS 404 – Biesiada po polsku vol.1 1998
- BS 405 – Boys & Girls Mega Mix '98 1998
- BS 406 – Bez Cenzury Tylko dla dorosłych 1998
- BS 407 – Selavi Nocny wiatr 1998
- BS 408 – Wiosenne przeboje 1998
- BS 409 – Ale w koło jest wesoło vol.2 1998
- BS 410 – Biesiada po polsku vol.2 1998
- BS 411 – Laura Weselno biesiadne śpiewanie 1998
- BS 412 – Tanga polki i walce 1998
- BS 413 – Gala Weselna vol.1 1998
- BS 414 – Gala Weselna vol.2 1998
- BS 415 – Legenda Disco Polo vol.1 1998
- BS 416 – Legenda Disco Polo vol.2 1998
- BS 417 – Biesiada po polsku vol.3 1998
- BS 418 – brak danych
- BS 419 – Keys Przyśpiewki weselne vol.3 1998
  - edycje specjalne:
- BS 006 W - Centrum (Play & Mix) - Złote przeboje
- BS 007 W - Ex Problem - Złote przeboje

### Płyty kompaktowe
- BSCD 001K – Disco polo – złota kolekcja vol. 2 1995
- BSCD 003 – Milano Mix '95 1995
- BSCD 004 – Top 12 Disco Polo 1995
- BSCD 005 – Bayer Full Blondyneczka 1995
- BSCD 006 – Top 12 Disco Polo vol. 2 1995
- BSCD 007 – Blue Star 2 1995 (płyta promocyjna)
- BSCD 009 – Fanatic Magia słów 1995
- BSCD 010 – Atlantis Hej Boys! 1995 (nie ukazał się na kasecie)
- BSCD 011 – Bayer Full Wszyscy Polacy 1995
- BSCD 013 – Model M.T. Z promieniem słońca 1995
- BSCD 015 – Top 12 Disco Polo vol. 3 1995
- BSCD 016 – Play & Mix Tekno biesiada 1995
- BSCD 017 – Duo Stars Murzynek Bambo 1995
- BSCD 018 – Vabank Dałaś mi wiarę 1995
- BSCD 019 – Disco Polo Stars vol. 2 1995
- BSCD 020 – Bayer Full Ciemnowłosa 1995
- BSCD 021 – Shazza Egipskie noce 1995
- BSCD 022 – Mister Dex Kopciuszek 1996
- BSCD 023 – D.J. Albert Myśli i słowa 1996
- BSCD 024 – Din Dong Jasnowłosa Kasia 1996
- BSCD 026 – Mega Dance vol. 1 1996
- BSCD 029 – Fanatic Zakochany chłopak – dance mix 1996
- BSCD 030 – Corona The Star 1996
- BSCD 031 – Dance Hit Stars vol. 1 1996
- BSCD 032 – Dance Hit Stars vol. 2 1996
- BSCD 033 – Mega Dance vol. 2 1996
- BSCD 034 – Kaśka Ja wiem 1996
- BSCD 035 – Cabballero The Elements 1996
- BSCD 036 – Pola Samotny taniec 1996
- BSCD 038 – Dance Stars vol. 1 1996
- BSCD 040 – La Strada Tylko ja 1996
- BSCD 041 – Lady Dance Jestem Twoją lady 1996
- BSCD 042 – Dance Stars vol. 2 1996
- BSCD 043 – Agnieszka Amsterdam 1996
- BSCD 044 – Dance Stars vol. 3 1996
- BSCD 045 – Play & Mix Tekno biesiada 2 1996
- BSCD 046 – Model M.T. Zapomnij... 1996
- BSCD 047 – Karolina Oddam Ci wszystko 1996
- BSCD 049 – Dance Stars vol. 4 1996
- BSCD 050 – Lolita Nieznajome dni 1996
- BSCD 051 – Laura Ożeń się 1996
- BSCD 052 – Project '96 Klimaty 1996
- BSCD 053 – La Strada Taka jestem 1996 (maxisingiel)
- BSCD 054 – Mister Dex Miłość na zawołanie 1996
- BSCD 055 – Shock-Shock Gdy radio gra 1996
- BSCD 056 – Shazza Noc róży 1996
- BSCD 057 – Izabela Ukryte słowa 1996
- BSCD 058 – Dance Stars vol. 5 1996
- BSCD 060 – Nowości Dance Stars vol. 1 1996
- BSCD 061 – Gizmo Czy odnajdę inny świat 1996
- BSCD 062 – La Strada Słowa to wiatr 1996
- BSCD 063 – Power Play Jaki Ty naprawdę jesteś 1996
- BSCD 064 – No Bayer Ploty, ploteczki 1996
- BSCD 065 – Janusz Laskowski Wszystko chłopcy jest O.K. 1996
- BSCD 073 – La Strada Kraina snów 1997
- BSCD 074 – Słoneczne party vol. 1 1997
- BSCD 075 – Stan Tutaj Jestem łysy 1997
- BSCD 076 – Słoneczne party vol. 2 1997